# Rudolf Neumann (Widerstandskämpfer)
Rudolf Neumann (* 7. August 1908 in Hamburg; † 23. Februar 1999 ebenda) war ein deutscher Widerstandskämpfer gegen den Nationalsozialismus.

## Leben

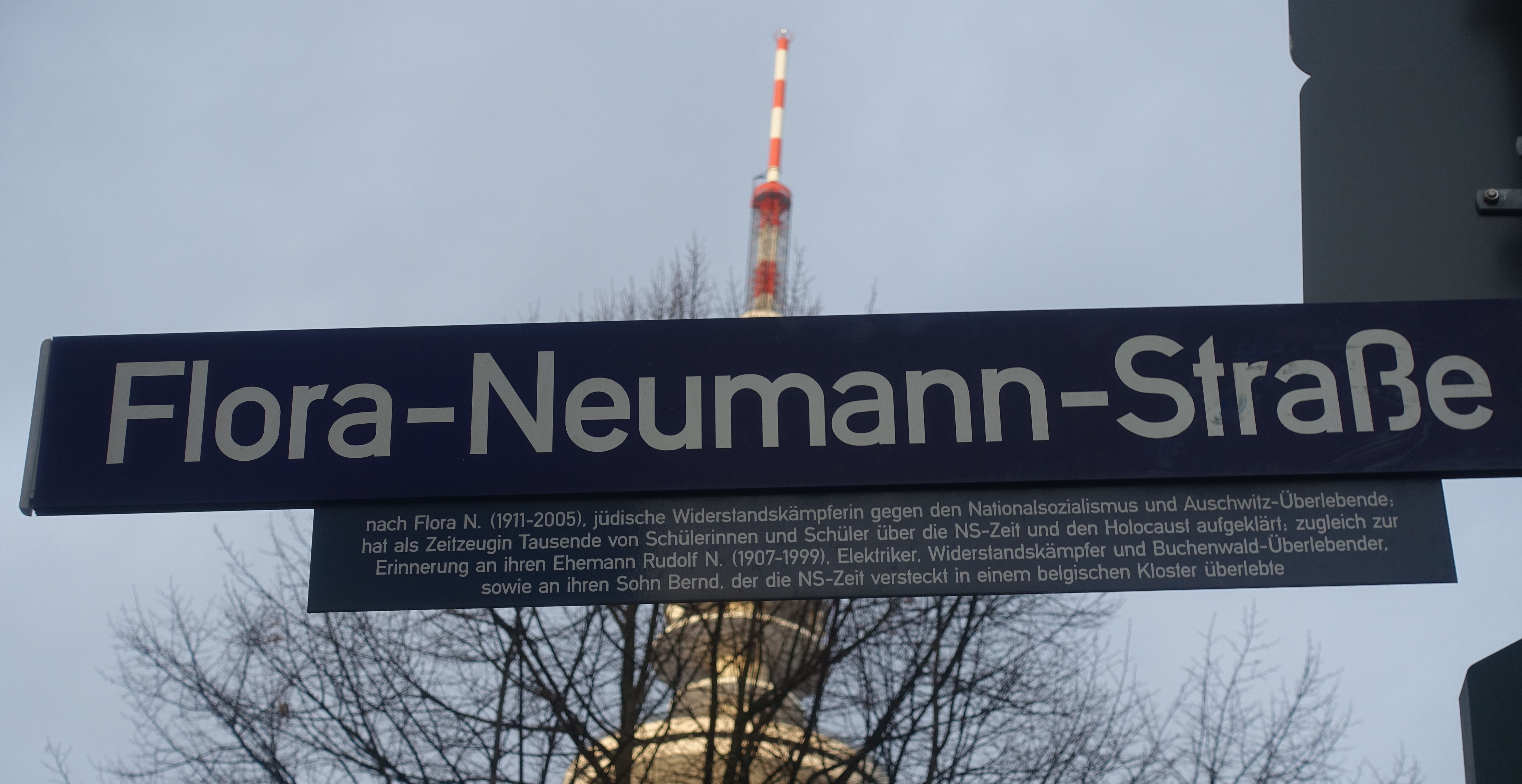
Straßenschild zur Erinnerung an Flora Neumann und ihren Ehemann Rudolf Neumann im Hamburger Schanzenviertel

Rudolf Neumann stammte aus einfachen Verhältnissen. Er besuchte die Talmud Tora Schule und arbeitete anschließend als Elektriker. Seine Frau Flora Andrade lernte er während seines Engagements in der Jugend-Gemeinschaft jüdischer Arbeitnehmer kennen. Die Hochzeit fand 1931 in der Bornplatzsynagoge statt. Nach der Machtübernahme durch die Nationalsozialisten arbeitete Neumann aktiv im Widerstand der KPD mit. Kurze Zeit später wurde er erstmals festgenommen. Er verbrachte daraufhin 1933/34 acht Monate in Schutzhaft und wurde dann zur „Pflichtarbeit“ in Hamburg-Waltershof herangezogen. 1934/35 wurde er für ein Jahr inhaftiert.
1937 ordneten die Nationalsozialisten die Räumung des Jüdischen Friedhofs am Grindel an. Dabei musste Neumann helfen, die Gräber umzubetten. 1938 gelang ihm die Flucht nach Belgien, gefolgt von seiner Frau und seinem Sohn Bernd. Als deutsche Truppen während des Westfeldzugs 1940 Belgien einnahmen, trennten sich die Wege Neumanns und seiner Familie erzwungenermaßen. Rudolf Neumann wurde im Camp de Gurs und in einem Internierungslager in Saint-Cyprien untergebracht. Anschließend wurde er nach Auschwitz und von dort in das KZ Buchenwald deportiert, wo er die Befreiung des Lagers erlebte. Seine Ehefrau Flora Neumann überlebte den Holocaust ebenfalls in Auschwitz und anschließende Todesmärsche von KZ-Häftlingen. Bernd Neumann verbrachte die Jahre des Zweiten Weltkriegs in einem belgischen Kloster, in dem ihn seine Mutter versteckt hatte.
Nach Kriegsende trafen sich die Familienmitglieder in Belgien wieder. 1951 zogen Rudolf und Flora Neumann zurück nach Hamburg. Hier eröffneten sie eine Wäscherei. In den folgenden Jahrzehnten engagierte sich Rudolf Neumann als eines der aktivsten Mitglieder der dortigen Jüdischen Gemeinde. Er gehörte der Chewra Kadischa an und wusch verstorbene Gemeindemitglieder, um somit seiner ermordeten Eltern und Geschwister zu gedenken.
Neumann publizierte nie selbst, sprach jedoch über seine Erinnerungen an das KZ Buchenwald. Daraus entstand 1987 das Buch Das Kind im Koffer. Eine Geschichte aus dem KZ Buchenwald von Ilse Burfeind, mit Illustrationen von Sylvia Hebisch.

## Würdigung
Im Hamburger Schanzenviertel, in der Nähe ihrer früheren Wäscherei, wurde 2010 eine Straße nach Flora Neumann, einer Tante von Peggy Parnass, benannt. Auf der Namenserläuterung unter dem Straßenschild wird auch an ihren Mann Rudolf erinnert.